# 紐芬蘭大廈
紐芬蘭大廈（Newfoundland）是英國倫敦的一棟高220-（720-英尺）的超高層住宅，位於道格斯島。這座建築啟用於2021年5月。